# La carica dei 102: Cuccioli alla riscossa
La carica dei 102: Cuccioli alla riscossa (102 Dalmatians: Puppies to the Rescue) è un videogioco a piattaforme sviluppato dalla Crystal Dynamics e Toys for Bob, pubblicato dalla Eidos Interactive e distribuito dalla Disney Interactive. Il videogioco è stato messo in commercio nel 2000 per PlayStation, Dreamcast, Microsoft Windows e Game Boy Color. Il videogioco è ispirato al film della Walt Disney Pictures La carica dei 102 - Un nuovo colpo di coda.

## Trama
Convinta che tutti i cani del mondo si siano alleati nel fine comune di far fallire la sua impresa, la perfida Crudelia De Mon ha trasformato tutti i giocattoli invenduti negli anni in pericolosi robot "accalappia cuccioli" (assemblati da uno scienziato pazzo conosciuto come il Professor Colbotto). Con il supporto dell'amico parigino Jean-Pierre Le Pelt e dei suoi incompetenti scagnozzi Gaspare e Orazio, rapisce cento dei centodue dalmata e comincia ad escogitare un piano diabolico per mandare fuori gioco ogni cane del mondo. I due dalmata rimasti, Domino e Nuvolina, dovranno girare per il Regno Unito, inseguendo Crudelia, liberando i cento dalmata rapiti e aiutando gli altri cani.

## Modalità di gioco
Nel corso del gioco, il giocatore può impersonare uno dei due cuccioli, Domino o Nuvolina. Ogni livello consiste nell'arrivare da un'estremità all'altra di una mappa, raccogliendo collezionabili e attivando eventi all'interno del livello, facendo attenzione ai giocattoli robot, che possono essere sconfitti abbaiandoci addosso o rotolandoci sopra, e agli scagnozzi di Crudelia (Gaspare, Orazio e Le Pelt), che invece sono invulnerabili e seguiranno il giocatore per lunghi tratti; l'unico modo per sconfiggerli è farli arrivare in determinati punti dei livelli, dove delle trappole si possono attivare, mandandoli fuori gioco. Ogni quattro livelli ce n'è uno unicamente dedicato ad una boss fight contro Crudelia, per un totale di diciassette livelli.

## Doppiaggio
| Personaggio        | Doppiatore italiano  |
| ------------------ | -------------------- |
| Domino             | Flavio Aquilone      |
| Nuvolina           | Veronica Puccio      |
| Crudelia De Mon    | Ludovica Modugno     |
| Professor Colbotto | Oliviero Dinelli     |
| Misurino           | Vittorio Guerrieri   |
| Dottie             | Francesca Fiorentini |
| Garibaldi          | Saverio Indrio       |
| Scattina           | Monica Ward          |
| Yvonne             | Lorenza Biella       |
| Sergente Tibbs     | Massimo Rinaldi      |
| Fanfulla           | Davide Lepore        |
| Chester            | Francesco Pezzulli   |
| Priscilla          | Cristina Noci        |